# Witbrauwsjakohoen
De witbrauwsjakohoen (Penelope jacucaca) is een vogel uit de familie sjakohoenders en hokko's (Cracidae). De wetenschappelijke naam van de soort is voor het eerst geldig gepubliceerd in 1825 door Johann Baptist von Spix.

## Voorkomen
De soort is endemisch in het oosten van Brazilië.

## Beschermingsstatus
Op de Rode Lijst van de IUCN heeft de soort de status kwetsbaar.